# Lithocarpus polystachyus
Lithocarpus polystachyus är en bokväxtart som först beskrevs av Nathaniel Wallich och A.Dc., och fick sitt nu gällande namn av Alfred Rehder. Lithocarpus polystachyus ingår i släktet Lithocarpus och familjen bokväxter.

## Underarter
Arten delas in i följande underarter:
- L. p. phanrangensis
- L. p. polystachyus